# Нестроев, Алексей Алексеевич
Алексей Алексеевич Нестроев (22 марта [3 апреля] 1845, Таврическая губерния — 3 [16] июня 1916, Симферополь) — таврический губернский предводитель дворянства в 1906—1916 годах, действительный статский советник, удостоенный придворного звания «в должности гофмейстера».

## Биография
Православный. Из потомственных дворян Таврической губернии. Потомок есаула Черноморского казачьего войска Алексея Петровича Нестроева, первого предводителя дворянства Днепровского уезда. Крупный землевладелец Таврической и Волынской губерний.
Родился в родовом имении «Збурьевка» Таврической губернии. Образование получил в частном шестиклассном пансионе Вильетти в Одессе, затем слушал курс университетских наук в Ришельевском лицее.
В 1867 году поступил на службу в Министерство внутренних дел, а в 1872 году был избран депутатом таврического дворянства. С 1875 года состоял, по избранию губернского земства, непременным членом Днепровского уездного по крестьянским делам присутствия. В том же 1875 году был избран почётным мировым судьей Днепровского уезда, в каковой должности оставался до самой смерти. В 1881 году был избран членом Таврической губернской земской управы, губернского по воинской повинности присутствия и губернского училищного совета. С 1884 года избирался днепровским уездным предводителем дворянства. Кроме того, состоял председателем попечительного совета Алёшковской женской прогимназии и членом попечительного совета Херсонского реального училища.
27 февраля 1897 года внесён во 2-ю часть дворянской родословной книги Волынской губернии, а 7 апреля того же года назначен луцким уездным предводителем дворянства. 14 февраля 1906 года избран таврическим губернским предводителем дворянства, в каковой должности оставался до самой смерти. Дослужился до чина действительного статского советника (6 декабря 1905), был удостоен придворных званий камергера (29 марта 1909 года), и «в должности гофмейстера» (15 декабря 1911 года). После введения выборного земства в Западном крае был избран гласным Луцкого уездного и Волынского губернского земских собраний.
Скончался в 1916 году в Симферополе. После отпевания в Александровском кафедральном соборе был похоронен на Новом кладбище, в склепе под церковью.

## Награды
- Орден Святого Станислава 3-й ст. (1881).
- Орден Святой Анны 2-й ст. (1886).
- Орден Святого Владимира 3-й ст. (30 августа 1889).
- Орден Святого Станислава 1-й ст. (22 апреля 1907).
- Орден Святой Анны 1-й ст. (10 апреля 1911).
- Орден Святого Владимира 2-й ст. (6 декабря 1913).